# 吳耀寬
吳耀寬（—1993年5月17日），中華民國（台灣）政治人物，曾任台中縣議員，後以無黨籍身份在台中縣選區當選為第一屆第六次增額立法委員，及第二屆立法委員。1993年5月17日於任內病逝。
1992年（民國81年），台灣中山高速公路汐止至東湖段拓寬工程第十八標案（俗稱十八標弊案）爆發弊案，在監察院報告中，指吳耀寬任立委時，曾涉入關說。